# Cephalogryllus matakira
Cephalogryllus matakira är en insektsart som beskrevs av Otte, D. och R.D. Alexander 1983. Cephalogryllus matakira ingår i släktet Cephalogryllus och familjen syrsor. Inga underarter finns listade i Catalogue of Life.